# Leslie Djhone
Leslie Djhone, né le 18 mars 1981 à Abidjan en Côte d'Ivoire, est un athlète français (naturalisé en 1998) spécialiste du 400 mètres. Il est le détenteur du record de France du 400 m et le codétenteur de celui du relais 4 × 400 mètres.

## Biographie

### Débuts
À la suite de la demande de sa mère de pratiquer un sport, il choisit l'athlétisme et pratique tout d'abord la longueur. En 2002, il change de discipline et passe sur 400 mètres, obtenant une première récompense avec une médaille de bronze lors des Championnats d'Europe d'athlétisme 2002 de Munich au relais 4 × 400 mètres.

### Éclosion lors des championnats du monde 2003 à Paris
L'année 2003 débute par un titre européen sur 400 mètres dans la catégorie des moins de 23 ans, avant les Championnats du monde d'athlétisme 2003 de Paris Saint-Denis : il termine alors cinquième de la finale du 400 mètres (replacé le 26 février 2009 à la 4e place après le déclassement pour dopage de Jerome Young, arrivé 1er), avant de remporter la médaille d'argent avec le relais 4 × 400 mètres aux côtés de Stéphane Diagana, Naman Keita et Marc Raquil. Cette médaille se transformera en juillet 2005 en médaille d'or à la suite de la disqualification du relais américain pour contrôle positif sur Calvin Harrison,, médaille remise au relais français dans le cadre du meeting Golden League de Paris Saint-Denis.

### 2004: la confirmation
En 2004, Leslie Djhone améliore le record de France du 400 m que détient Marc Raquil. Il le porte à 44 s 64 contre 44 s 79 à Raquil lors de la finale des Championnats du monde l'année précédente. Cette performance établie à quelques semaines des Jeux olympiques lui permet d'espérer un bon résultat. Malheureusement la finale des Jeux est plus relevée que celle des Championnats du monde de l'année précédente et Djhone se classe septième d'une course remportée par l'Américain Jeremy Wariner.

### 2005: année émaillée de blessures
L'année 2005 est une mauvaise année pour Leslie qui est miné par les blessures. Il retrouve son meilleur niveau l'année suivante en établissant la meilleure performance européenne peu avant les Championnats d'Europe. Néanmoins, il est battu en finale par Marc Raquil et Vladislav Frolov. Il remporte quelques jours plus tard la médaille d'or avec le relais 4 × 400 m.

### 2007-2010: Hauts et bas
En août 2007, il est sélectionné en équipe de France aux Championnats du monde d'athlétisme 2007 où il finit 5e d'une course remportée par l'américain Jeremy Wariner en 44,59 s, après avoir battu son propre record de France en demi-finale : 44 s 46. Il échoue ensuite dans sa tentative d'améliorer le record d'Europe de l'Allemand Thomas Schonlebe (44,33 s à Rome en 1987), disant à ce sujet qu'il faudra probablement le battre pour obtenir une place sur le podium lors des Jeux olympiques de Pékin.

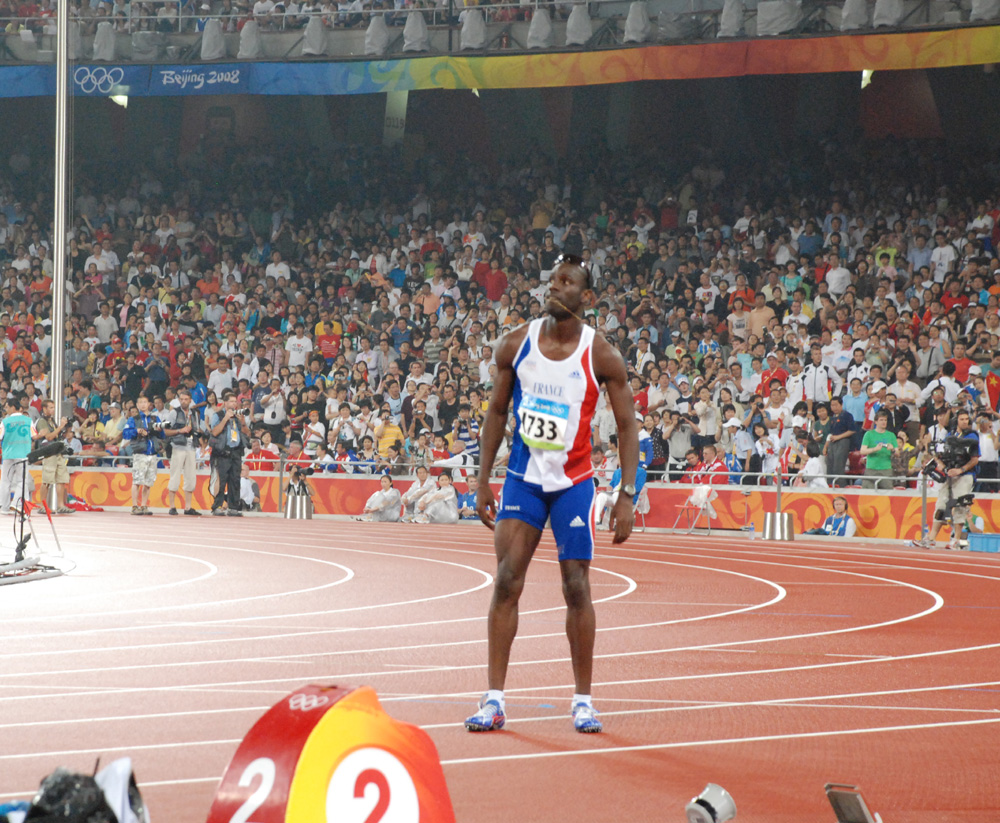
Leslie Djhone à l'arrivée du 400 m des Jeux olympiques de Pékin où il se classe 5e, le 21 août 2008 au nid d'oiseau

2008 s'annonce donc sous les meilleurs auspices, puisqu'à sa rentrée à Forbach fin mai, Leslie signe le temps de 45 s 57. Après la coupe d'Europe fin juin pendant laquelle il termine quatrième du 400 m mais remporte le relais 4 × 400 m, il attend beaucoup de sa participation au Meeting Gaz de France le 18 juillet. Pourtant encore insuffisamment prêt, il ne prend que la cinquième place en 45 s 43 d'une course dominée par les Américains. Puis aux Championnats de France fin juillet, il remporte la finale avec 13 mètres d'avance sur son dauphin Brice Panel en 45 s 13. Il réalise par la même occasion les minima demandés par la Fédération française. Après la course, il déclare : « Le contrat est rempli, même si je pensais pouvoir faire mieux ». Quelques jours plus tard à Monaco, il passe pour la première fois de la saison sous les 45 secondes en terminant troisième du 400 m en 44,95 s, confirmant ainsi les minima réalisés la semaine précédente. Qualifié pour la finale du 400 m des Jeux olympiques d'été de Pékin, Leslie Djhone se blesse au départ et échoue à la 5e place avec le temps de 45,11 s.
On attend beaucoup de Djhone en 2009. Après un début de saison difficile, il arrive peu préparé aux championnats du monde. Malgré cela il réussit à se qualifier in extremis en finale en 44 s 80.
En 2010, il commence par une saison en salle avec pour objectif de battre le record de France de Stéphane Diagana. Après une première tentative manquée, il réalise 45 s 85 lors des championnats de France à Bercy effaçant les 46 s 02 de Stéphane Diagana datant de 1992.

### 2011

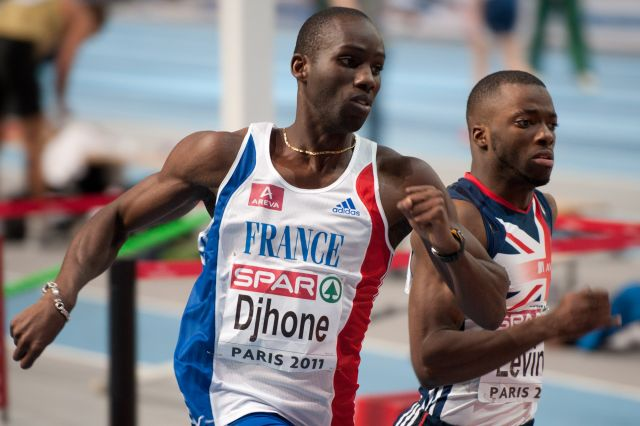
Djhone lors des Championnats d'Europe en salle 2011 de Paris-Bercy.jpg

Lors du meeting de Liévin, le 8 février 2011, il termine 1er du 300 m avec un chrono de 32 s 68 devant le Russe Roman Smirnov (32 s 75) et le Belge Jonathan Borlée (32 s 79). Aux Championnats d'Europe d'athlétisme en salle 2011 à Paris, il s'impose en remportant son premier grand titre international avec 45 s 54, nouveau record de France.
Il se blesse en sautant en longueur lors des interclub et met fin à sa saison 2011.

### Préparateur physique
Depuis la fin de sa carrière en 2014, il s'est reconverti en tant que préparateur physique. Il a notamment aidé l'ailier international de rugby Vincent Clerc après sa grave blessure (rupture du ligament croisés du genou droit) en avril 2013. 
En juin 2015, il est nommé préparateur physique du Toulouse Football Club, équipe évoluant en Ligue 1, pendant la saison 2015-2016 aux côtés de Baptiste Hamid.

### Consultant télé
Le 9 janvier 2020, il devient chroniqueur pour l'émission L'Équipe du soir sur la chaîne L'Équipe .

## Palmarès

### International

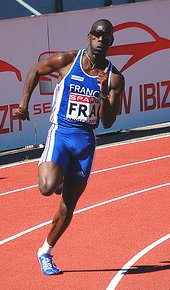
Leslie Djhone lors de la Coupe d'Europe des nations d'athlétisme 2008

| Date | Compétition                       | Lieu              | Résultat | Discipline       |
| ---- | --------------------------------- | ----------------- | -------- | ---------------- |
| 1999 | Championnats d'Europe junior      | Riga              | 1er      | Saut en longueur |
| 1999 | Championnats d'Europe junior      | Riga              | 1er      | Relais 4 × 100 m |
| 2000 | Championnats du monde junior      | Santiago du Chili | 2e       | Relais 4 × 100 m |
| 2002 | Championnats d'Europe             | Munich            | 3e       | Relais 4 × 400 m |
| 2003 | Championnats d'Europe espoirs     | Bydgoszcz         | 1er      | 400 m            |
| 2003 | Championnats du monde             | Paris             | 4e       | 400 m            |
| 2003 | Championnats du monde             | Paris             | 1er      | Relais 4 × 400 m |
| 2004 | Jeux olympiques                   | Athènes           | 7e       | 400 m            |
| 2004 | Finale mondiale de l'athlétisme   | Monaco            | 4e       | 400 m            |
| 2005 | Championnats du monde             | Helsinki          | 6e       | Relais 4 × 400 m |
| 2005 | DécaNation                        | Paris             | 1er      | 400 m            |
| 2006 | Championnats d'Europe             | Göteborg          | 3e       | 400 m            |
| 2006 | Championnats d'Europe             | Göteborg          | 1er      | Relais 4 × 400 m |
| 2006 | DécaNation                        | Paris             | 1er      | 400 m            |
| 2007 | Championnats du monde             | Osaka             | 5e       | 400 m            |
| 2007 | DécaNation                        | Paris             | 1er      | 400 m            |
| 2008 | Jeux olympiques                   | Pékin             | 5e       | 400 m            |
| 2009 | Championnats du monde             | Berlin            | 8e       | 400 m            |
| 2010 | Championnats d'Europe par équipes | Bergen            | 2e       | 400 m            |
| 2010 | Championnats d'Europe             | Barcelone         | 6e       | 400 m            |
| 2011 | Championnats d'Europe en salle    | Paris             | 1er      | 400 m            |
| 2011 | Championnats d'Europe en salle    | Paris             | 1er      | Relais 4 × 400 m |

### National
- Championnats de France en plein air
  - Champion de France du 200 m en 2004
  - Champion de France du 400 m en 2006, 2007, 2008, 2009 et 2010

- Championnats de France en salle
  - Champion de France du 200 m en 2002, 2003, 2004
  - Champion de France du 400 m en 2005
  - Champion de France du 400 m en 2009, 2010, 2011

## Record de France
- Record de France sur 4 × 400 m en 2 min 58 s 96 le 31 août 2003 à Paris St Denis,  France
- Record de France sur 400 m en 44 s 64 le 8 août 2004 à La Chaux-de-Fonds,  Suisse
- Record de France sur 400 m en 44 s 46 le 29 août 2007 à Osaka,  Japon
- Record de France sur 400 m en salle en 45 s 54 le 5 mars 2011 à Paris Bercy,  France
- Record de France sur 4 × 400 m en salle en salle 3 min 06 s 17 le 6 mars 2011 à Paris Bercy,  France